# Мишић подизач лопатице
Мишић подизач лопатице (лат. musculus levator scapulae) је парни мишић, који припада површинској групи леђне мускулатуре и задње стране врата. Локализован је споља (латерално) у односу на завојни мишић врата.
Простире се од горњег угла лопатице навише и унутра до попречних наставака прва четири вратна кичмена пршљена.
Инервисан је од стране задњег лопатичног живца, а дејство му је сложено и зависи од тачке ослонца. Уколико је она на кичменом стубу мишић подиже лопатицу, али ако је тачка ослонца на овој кости својом контракцијом мишић спушта вратни део кичме.